# 中国常驻国际民航组织理事会代表列表
本列表为中国常驻国际民用航空组织理事会历任代表名录。

## 历任中国常驻国际民航组织理事会代表

### 中华民国常驻国际民航组织理事会代表（1971年）
中国政府是国际民航组织缔约国和创始会员国。1950年5月31日，因与中华人民共和国政府争夺中国代表权，中华民国政府宣布退出国际民航组织。1951年5月31日生效。1953年12月，中华民国政府又重新批准《芝加哥公约》，返回国际民航组织。1971年11月19日，国际民航组织承认中华人民共和国政府为中国唯一合法代表。
| 姓名   | 任命           | 到任 | 递交全权证书 | 免职 | 离任       | 职务 | 备注 | 备注 |
| ------ | -------------- | ---- | ------------ | ---- | ---------- | ---- | ---- | ---- |
| 袁葆康 | 1971年11月17日 |      |              |      | 1971年11月 | 代表 |      |      |

### 中华人民共和国常驻国际民航组织理事会代表（1974年至今）
中国政府是国际民航组织缔约国和创始会员国。1950年5月，中华人民共和国政府致电国际民航组织秘书长，要求全面驱逐旧政府的代表。1971年11月19日，国际民航组织承认中华人民共和国政府为中国唯一合法政府。1974年，中华人民共和国政府成立常驻国际民航组织理事会代表处，并派遣常驻代表。
| 姓名   | 任命          | 到任          | 递交全权证书  | 免职          | 离任          | 职务 | 备注 | 备注 |
| ------ | ------------- | ------------- | ------------- | ------------- | ------------- | ---- | ---- | ---- |
| 何凤元 | 1974年12月    |               |               |               | 1977年2月12日 | 代表 |      |      |
| 袁鲁林 | 1978年4月28日 |               | 1978年5月23日 |               | 1979年        | 代表 |      |      |
| 王秦五 | 1979年7月28日 |               |               |               | ？年          | 代表 |      |      |
| 王赤极 | 1985年8月19日 |               |               | 1987年5月14日 |               | 代表 |      |      |
| 卢瑞龄 | 1993年3月10日 |               |               | 1995年8月23日 |               | 代表 |      |      |
| 钱泽民 | 1995年8月23日 |               |               | 2000年        |               | 代表 |      |      |
| 张亚峰 | 2000年        |               |               | 2006年4月29日 |               | 代表 |      |      |
| 马涛   | 2006年4月29日 |               | 2006年6月29日 | 2016年9月30日 | 2017年        | 代表 |      |      |
| 杨胜军 | 2016年9月30日 | 2017年1月     |               |               | 2023年        | 代表 |      |      |
| 吕新明 |               | 2023年8月18日 |               | 现任          |               | 代表 |      |      |